# Белен, Томас
Томас Белен (нидерл. Thomas Beelen; род. 11 июня 2001, Хардервейк, Гелдерланд) — нидерландский футболист, защитник клуба «Фейеноорд».

## Клубная карьера
Белен — воспитанник клуба ПЕК Зволле. 23 апреля 2022 года в матче против «Валвейка» он дебютировал в Эредивизи. По итогам сезона клуб вылетел из элиты, но игрок остался в команде. 7 августа в матче против «Де Графсхап» он дебютировал в Эрстедивизи. 3 марта 2023 года в поединке против «Ден Босх» Томас забил свой первый гол за ПЕК Зволле. Летом того же года Белен перешёл в «Фейеноорд». 13 августа в матче против ситтардской «Фортуны» он дебютировал за новую команду.

## Достижения
«Фейеноорд»
- Обладатель Кубка Нидерландов: 2023/24
- Обладатель Суперкубка Нидерландов: 2024